# 妮琪·利德
妮琪·利德（英語：Nikki Reed，1988年5月17日—）是美國女演員。她在2003年拍攝電影《芳齡十三》出道。她最為人所知的角色是在《暮光之城：無懼的愛》系列所扮演的金髮女Rosalie。
她父親是猶太人，母親則擁有切羅基人及義大利人血統。利德的現任丈夫是《吸血鬼日记》 男星伊恩·桑莫哈德。
利德也是珠寶品牌Bayou With Love的創辦人。

## 外部連結
- 妮琪·利德在互联网电影资料库（IMDb）上的資料（英文）